# Псеудодијареја
Псеудодијареја, хипердефекација или већи број столица дефинише се као повећана дневна учесталост столице (више од три пута дневно), која је нормалне конзистентенције и са дневном тежином столице мањом од 200 грама.  Псеудодијареја може бити чешћа од хроничне дијареје и увек треба да се диференцијално дијагностички узме у обзир код пацијената који се жале на хроничну дијареју.

## Опште информације
Просечан број пражњења црева код здравих особа је променљив и није утврђена горња граница нормалне учесталости дефекације. Спектар учесталости столица обично варира између једног пражњења  свака 3 дана до три пражњења дневно. 
Дијареја или пролив је један од најчешћих симптома због којих пацијент тражи медицинску помоћ. У развијеним земљама дијареје су првенствено од економског значаја, док су у неразвијеним земљама водећи узроци смрти.  Дијареја је присутна када је дневна тежина столице већа од 200 грама.
Појам псеудодијареја може се применити када постоји повећана учесталост дефекације, али је дневна тежина столице мања од 200 грама и нема промене у конзистенцији столице.
Дијареју и псеудодијареју треба разликовати од фекалне инконтиненције која се односи на нехотично ослобађање ректалног садржаја. И псеудодијареја и инконтиненција могу бити праћени хитношћу и нелагодношћу у трбуху.

## Етиологија
Псеудодијареја је често повезана са брзим ректалним пражњењем и прати:
- хипертиреозу,
- аноректалне поремећаје (као што је нпр проктитис),
- ректалну опструкцију (нпр због фекалне импактуре, опструкције услед вагиналног песара), пошто код ове опструкције само течна столица може да прође кроз оу опструкцију.[6][7]
- синдромом иритабилних црева, који карактеришу  честе и хитне дефекације које пацијенти описују као дијареју (пролив),
- злоћудне туморе,
- уградњу вагиналног песара код старијих пацијента.[8]

## Терапија
Лечење псеудодијареје треба да буде усмерено на основни специфични узрок кад год је то могуће.